# Прикарпатская зеленоножка
Зеленоножка (также прикарпатская зеленоножка, куропатчатая зеленоножка, пол. Zielononóżka kuropatwiana) — автохтонная польская, а точнее прикарпатская и/или галицкая порода кур. Как и в случае с другими автохтонными породами её точное происхождение не установлено.

## Описание
Первые сведения о формировании породы фиксируются с 1879 года. В то время кур этой породы называли просто «польским» или «галицкими». В 1923 году, в только что получившей независимость Польше, был закреплён стандарт этой породы, и она стала формально причисляться к польским. В период между I и II мировыми войнами птицы этой породы стала настоящим символом польскости, особенно в сельской Польше. В конце 1960-х годов поголовье зеленоножек в ПНР достигало 30 % от общего числа кур. В российской литературе порода обычно классифицируется как яичная. Петухи имеют вес 2,2—2,7 кг, куры 1,8—2,3 кг. Яйценоскость составляет 140—180 яиц в год. Но с развитием индустриализации порода не могла конкурировать с более продуктивными леггорнами или корнишами.
Более яркая окраска петухов принципиально отличается от более скромного окрасa кур. Встречается также и более редкая белая разновидность. Перья на груди, животе, бедрах и крышки крыльев черные. Перья хвоста металлическая черные с зеленоватым отливом. Грива и седло оранжевые. Цвет ног зелёный (откуда и название), со временем темнеет. Половой зрелости куры достигают относительно поздно, в возрасте шести месяцев. В настоящее время эта порода довольно редка, поскольку она не подходит для промышленного выращивания. Зеленоножки не выносят скученности, требуют наличия обширного выгула. В стадах, имеющих более 50 штук, они проявляют склонность к каннибализму и птерофагии. Однако, согласно Цыва-Бенко (2000), яйца зеленоножек, как правило, имеют на 30 % меньше холестерина по сравнению с другими породами и имеют лучшие вкусовые качества. Порода в целом подходит только для выращивания в небольших приусадебных хозяйствах для личного использования а также для ферм, специализирующихся на реализации более дорогостоящих экологически чистых продуктов. Она сохраняется в качестве генетического резерва, а также разводится в приусадебных хозяйствах и у птицеводов-любителей.